# Jan Stratilato
Jan Stefan Stratilato ps. „Nabielak” (ur. 18 sierpnia 1892 w Dąbrowie Górniczej, zm. ?) – podporucznik Wojska Polskiego, działacz niepodległościowy, dziennikarz, szaradzista.

## Życiorys
Urodził się 18 sierpnia 1892 w Dąbrowie Górniczej, w rodzinie Stanisława i Eweliny z Kamieńskich. W czasie I wojny światowej był członkiem Polskiej Organizacji Wojskowej.
Został mianowany na stopień podporucznika rezerwy w korpusie oficerów administracji, grupa kancelaryjna. W kwietniu 1932 został zwolniony od obowiązku wojskowego, w związku z wydaniem orzeczenia o uznaniu za zupełnie niezdolnego do służby wojskowej.
Mieszkał w Milanówku, w willi „Jasna”, a następnie w Warszawie przy ul. Szerokiej 22.
W 1928 był wydawcą i redaktorem tygodnika poświęconego rozrywkom umusłowym „Fata-Morgana”.

## Ordery i odznaczenia
- Krzyż Niepodległości – 9 listopada 1933 „za pracę w dziele odzyskania niepodległości”[3][1]
- Krzyż Walecznych[4]
- Odznaka Pamiątkowa Więźniów Ideowych[5]